# Bruno Valencony
Bruno Valencony est un footballeur français né le 16 juin 1968 à Bellerive-sur-Allier. Il évoluait au poste de gardien de but.

## Biographie
Bruno Valencony joue principalement en faveur du Sporting Club de Bastia et de l'OGC Nice. 
Il dispute son premier match en Division 1 le 29 juillet 1994, lors de la rencontre Cannes-Bastia.
Il remporte la Coupe de France en 1997 avec les aiglons.
Au total, Bruno Valencony joue 105 matchs en Ligue 1 et 219 matchs en Ligue 2. Il dispute également deux matchs en Coupe des coupes lors de la saison 1997-1998.
De 2006 à 2012, Valencony est l'entraîneur des gardiens de l'OGC Nice. Il participe ainsi à l'éclosion du gardien de l'équipe de France, Hugo Lloris.
En 2014, il est entraîneur des gardiens de l'équipe C de Monaco où évolue l'illustre Jan Koller
De 2018 à 2021, il entraîne les gardiennes du Paris Saint-Germain, faisant partie du staff d'Olivier Echouafni,.

## Carrière
- 1986-1987 :  INF Vichy (D3)
- 1987-1996 :  SC Bastia (D2 & D1)
- 1996-2005 :  OGC Nice (D2 & D1)[3]

## Palmarès
- Vainqueur de la Coupe de France en 1997 avec Nice
- Finaliste de la Coupe de la Ligue en 1995 avec Bastia